# Rittershausen (Dietzhölztal)
Rittershausen (mundartlich Ruurerschhause) ist ein Dorf und als solches ein Ortsteil der Gemeinde Dietzhölztal im mittelhessischen Lahn-Dill-Kreis. Der Ort hat 760 Einwohner, das entspricht 13,5 % der Gesamteinwohner Dietzhölztals (Stand: 1. Juni 2025). Damit ist das Dorf der Ortsteil mit der geringsten Bevölkerung.

## Geographie

### Lage
Durch Rittershausen führt die Landesstraße 1571. Die Bundesstraße 253 (Dillenburg–Frankenberg) ist etwa acht Kilometer entfernt; die A 45 ist über die Anschlussstellen Dillenburg und Wilnsdorf erreichbar, beide sind etwa 20 km von Rittershausen entfernt.
Geographisch grenzt der Ort (von Nord-Ost nach Nord) an Ewersbach, Haiger-Weidelbach, Haiger-Offdilln, Netphen-Hainchen, Bad Laasphe-Heiligenborn, Bad Laasphe-Sohl und Bad Laasphe-Fischelbach.

### Berge und Flüsse
Der Ort liegt an der Dietzhölze bei etwa 380 m.ü.NN, die höchste Erhebung in der Gemarkung mit 673,1 m.ü.NN ist der Jagdberg nördlich des Forsthauses Dietzhölze, gefolgt vom Nordhöll (641,1 m.ü.NN) nordwestlich des Ortes und Eichholzkopf (609,9 m.ü.NN) nördlich des Ortes. Der Jagdberg ist gleichzeitig die höchste Erhebung des Lahn-Dill-Kreises.

### Gemarkung
Rittershausen hat eine besonders große Gemarkungsfläche von 1.847 ha (Dietzhölztal: 3.744 ha). Somit ist es fast so groß wie die drei anderen Ortschaften Ewersbach, Mandeln und Steinbrücken zusammen. Rittershausen ist die größte Einzel-Gemarkung aller Gemeinden im Lahn-Dill-Kreis, noch vor Brandoberndorf (Waldsolms, 1.727 ha) und Wetzlar (Kernstadt, 1.686 ha).

## Geschichte

### Ortsgeschichte
Besiedlung während der La Téne - Zeit um ca. 300 v. Chr. in dem Ringwall Rittershausen.
Für das Alter Rittershausens ist nach geschichtlichen Überlieferungen grundsätzlich der gesamte Zeitraum zwischen dem 8. und 13. Jahrhundert anzusehen. Die alte Namensform „Rudershusz“, die bevorzugte Lage im Tal der Dietzhölze und das Fortbestehen auch während der spätmittelalterlichen Wüstungsperiode lässt eine Entstehung Rittershausens im 9., spätestens im 10. Jahrhundert, vermuten. Die älteste bekannte urkundlich Erwähnung geht auf das Jahr 1344 zurück. Im Mann- und Zinsbuch der Herren von Bicken aus diesem Jahr wird erwähnt, dass in „Ruderszhausen disz seyt der Bach“ den Herren von Bicken der „Groß- und Kleinzehnt“ zustand.
Hessische Gebietsreform (1970–1977)
Bis zum 31. Dezember 1976 war Rittershausen eine selbständige Gemeinde. Zum 1. Januar 1977 wurde Rittershausen im Zuge der Gebietsreform in Hessen durch das Gesetz zur Neugliederung des Dillkreises, der Landkreise Gießen und Wetzlar und der Stadt Gießen in die Gemeinde Dietzhölztal eingemeindet und somit deren vierter Ortsteil. Ortsbezirke wurden in der Gemeinde Dietzhölztal nicht gebildet.
Ein Ortsbezirk nach der Hessischen Gemeindeordnung wurden nicht errichtet.

### Schulgeschichte
Rittershausen ist seit dem 16. Jahrhundert Filialort der Kirchengemeinde Bergebersbach. Dort wurde in 1582 eine Kirchspielschule eingeführt. Seit wann genau in Rittershausen selbst regelmäßig Schulunterricht gehalten wurde, ist nicht genau bekannt. Vermutlich muss dies jedoch bereits Anfang des 18., eventuell bereits Ende des 17. Jahrhunderts gewesen sein, da in der Schulchronik bereits Lehrer in Rittershausen in einer Anzahl erwähnt werden, die auf diese Zeit hindeuten. Die ursprüngliche „Alte Schule“ wurde im Jahr 1779 erbaut und diente neben Schulsaal auch als Lehrerwohnung, als Backhaus, Hirtenwohnung, Stellplatz für die Spritze der Feuerwehr und als Notunterkunft für Wandergesellen und andere Personen.
Die Bezahlung des Lehrers zu Beginn des 19. Jahrhunderts erfolgte durch die Gemeinde selbst, ebenso hatte aber auch jede Familie, mit Ausnahme der „Armen“, Korn und Hafer oder einen Geldbetrag an den Lehrer abzuliefern.
Schulfächer waren Religions-Unterricht, Sprach-Unterricht, Real-Unterricht, Zahlen-Lehre, Formen und Maß-Einführung und Gesangs-Unterricht. Unterrichtet wurden alle Kinder zwischen dem 6. Lebensjahr und der Konfirmation, also in acht Schuljahren. Die Schülerzahl lag zwischen 70 und zeitweise bis 110 Kindern.
Das alte Schulgebäude wurde allmählich zu klein, so dass in 1887 ein Neubau geschaffen wurde, ursprünglich eingeschossig, aber nur noch als Schulsaal, mit Küche und anderen Nebenräumen. Wegen weiter steigender Schülerzahlen wurde 1920 eine zweite Lehrerstelle eingerichtet und das neue Schulgebäude 1939 um eine zweite Etage aufgestockt. In der Nachkriegszeit stieg die Schülerzahl weiter, zeitweise waren drei festangestellte Lehrkräfte hier tätig. 1965 wurde ein Schulpavillon als Behelfsneubau errichtet, da die bestehende Schule nicht mehr den Anforderungen entsprach. 1967 wurde die „neue alte Schule“ in ein Dorfgemeinschaftshaus umgebaut.
Ebenfalls ab 1967 wurde die Schule in eine reine Grundschule mit den Klassen 1–4 umgewandelt, ab dem 5. Schuljahr mussten die Kinder weiterführende Schulen in der näheren Umgebung besuchen.
Im Behelfsneubau von 1965 wurde bis 1989 unterrichtet, dann erhielt Rittershausen einen Schulneubau, der den modernen Maßstäben entsprach.
Seit einigen Jahren sinkt die Zahl der Grundschüler, so dass der Fortbestand der Grundschule im Dorf mittelfristig nicht mehr gesichert ist. Für das Schuljahr 2015/2016 wurde durch Ummeldung einzelner künftiger Schülerinnen und Schüler der Weiterbestand der Schule erreicht. Aufgrund der Geburtenrate der folgenden Jahrgänge scheint die Aufrechterhaltung des Schulstandortes Rittershausen in naher Zukunft möglich zu sein.

### Wüstung „Langenbach“
Innerhalb der Gemarkungsgrenzen Rittershausens lagen früher noch die Wüstungen Langenbach, Dunnenbach (am Nordhang des Hausbergs), Hof Hilgeshausen (etwa 200 Meter oberhalb des Unteren Dietzhölzweihers), Glashütte (etwa 400 Meter unterhalb des Oberen Dietzhölzweihers), Kizzenbach (links am Weg zum Forsthaus Dietzhölze) und Hof Wilhelmsthal (heute Forsthaus Dietzhölze). Die größte unter ihnen war Langenbach. Dieses Dorf lag nordwestlich von Rittershausen an einem Nebenbach der Dietzhölze mit gleichem Namen. Noch heute gibt es dort die Flurbezeichnung „Dorfwiese“. Langenbach selbst wird schon drei Jahre vor Rittershausen, also im Jahr 1341, erstmals urkundlich erwähnt. Wann genau der Ort wüst wurde, lässt sich nicht mit Bestimmtheit sagen. Der oben bereits erwähnte Pfarrer Karl Nebe beschreibt, dass nach mündlicher Überlieferung die Bewohner Langenbachs der Pest zum Opfer gefallen seien, der letzte Überlebende sei nach Rittershausen gezogen. In einer um 1400 datierten Liste der Adligen von Haiger wird Langenbach noch erwähnt, 1486 beim Verkauf des Gerichts Ebersbach von den Herren von Bicken an die Grafen von Nassau wird er nicht mehr genannt.

### Verwaltungsgeschichte im Überblick
Die folgende Liste zeigt die Staaten bzw. Herrschaftsgebiete und deren untergeordnete Verwaltungseinheiten, in denen Rittershausen lag:
- vor 1739: Heiliges Römisches Reich, Grafschaft/Fürstentum Nassau-Dillenburg, Amt Ebersbach[5]
- ab 1739: Heiliges Römisches Reich, Fürstentum Nassau-Diez, Amt Ebersbach
- 1806–1813: Großherzogtum Berg, Département Sieg, Arrondissement Dillenburg, Kanton Dillenburg
- 1813–1815: Fürstentum Nassau-Oranien, Amt Ebersbach
- ab 1816: Herzogtum Nassau, Amt Dillenburg
- ab 1849: Herzogtum Nassau, Kreisamt Herborn
- ab 1854: Herzogtum Nassau, Amt Dillenburg
- ab 1867: Norddeutscher Bund[Anm. 1], Königreich Preußen, Provinz Hessen-Nassau, Regierungsbezirk Wiesbaden, Dillkreis
- ab 1871: Deutsches Reich, Königreich Preußen, Provinz Hessen-Nassau, Regierungsbezirk Wiesbaden, Dillkreis
- ab 1918: Deutsches Reich, Freistaat Preußen, Provinz Hessen-Nassau, Regierungsbezirk Wiesbaden, Dillkreis
- ab 1932: Deutsches Reich, Freistaat Preußen, Provinz Hessen-Nassau, Regierungsbezirk Wiesbaden, Landkreis Dillenburg
- ab 1933: Deutsches Reich, Freistaat Preußen, Provinz Hessen-Nassau, Regierungsbezirk Wiesbaden, Dillkreis
- ab 1944: Deutsches Reich, Freistaat Preußen, Provinz Nassau, Dillkreis
- ab 1945: Amerikanische Besatzungszone, Groß-Hessen, Regierungsbezirk Wiesbaden, Dillkreis
- ab 1946: Amerikanische Besatzungszone, Land Hessen, Regierungsbezirk Wiesbaden, Dillkreis
- ab 1949: Bundesrepublik Deutschland, Land Hessen, Regierungsbezirk Wiesbaden, Dillkreis
- ab 1968: Bundesrepublik Deutschland, Land Hessen, Regierungsbezirk Darmstadt, Dillkreis
- ab 1977: Bundesrepublik Deutschland, Land Hessen, Regierungsbezirk Darmstadt, Lahn-Dill-Kreis, Gemeinde Dietzhölztal[Anm. 2]
- ab 1981: Bundesrepublik Deutschland, Land Hessen, Regierungsbezirk Gießen, Lahn-Dill-Kreis, Gemeinde Dietzhölztal

### Bevölkerung
Einwohnerstruktur 2011
Nach den Erhebungen des Zensus 2011 lebten am Stichtag dem 9. Mai 2011 in Rittershausen 864 Einwohner. Darunter waren 15 (1,7 %) Ausländer.
Nach dem Lebensalter waren 153 Einwohner unter 18 Jahren, 342 zwischen 18 und 49, 153 zwischen 50 und 64 und 216 Einwohner waren älter.
Die Einwohner lebten in 360 Haushalten. Davon waren 90 Singlehaushalte, 102 Paare ohne Kinder und 132 Paare mit Kindern, sowie 33 Alleinerziehende und 3 Wohngemeinschaften. In 75 Haushalten lebten ausschließlich Senioren und in 216 Haushaltungen lebten keine Senioren.
Einwohnerentwicklung
| Rittershausen: Einwohnerzahlen von 1834 bis 2020 | Rittershausen: Einwohnerzahlen von 1834 bis 2020 | Rittershausen: Einwohnerzahlen von 1834 bis 2020 | Rittershausen: Einwohnerzahlen von 1834 bis 2020 | Rittershausen: Einwohnerzahlen von 1834 bis 2020 |
| --- | ------------------------------------------------ | ------------------------------------------------ | ------------------------------------------------ | ------------------------------------------------ |
| Jahr |                                                  |                                                  |                                                  | Einwohner                                        |
| 1834 | 1834                                             |                                                  | 414                                              | 414                                              |
| 1840 | 1840                                             |                                                  | 427                                              | 427                                              |
| 1846 | 1846                                             |                                                  | 446                                              | 446                                              |
| 1852 | 1852                                             |                                                  | 446                                              | 446                                              |
| 1858 | 1858                                             |                                                  | 443                                              | 443                                              |
| 1864 | 1864                                             |                                                  | 446                                              | 446                                              |
| 1871 | 1871                                             |                                                  | 415                                              | 415                                              |
| 1875 | 1875                                             |                                                  | 428                                              | 428                                              |
| 1885 | 1885                                             |                                                  | 450                                              | 450                                              |
| 1895 | 1895                                             |                                                  | 468                                              | 468                                              |
| 1905 | 1905                                             |                                                  | 439                                              | 439                                              |
| 1910 | 1910                                             |                                                  | 449                                              | 449                                              |
| 1925 | 1925                                             |                                                  | 560                                              | 560                                              |
| 1939 | 1939                                             |                                                  | 554                                              | 554                                              |
| 1946 | 1946                                             |                                                  | 797                                              | 797                                              |
| 1950 | 1950                                             |                                                  | 836                                              | 836                                              |
| 1956 | 1956                                             |                                                  | 863                                              | 863                                              |
| 1961 | 1961                                             |                                                  | 849                                              | 849                                              |
| 1967 | 1967                                             |                                                  | 977                                              | 977                                              |
| 1970 | 1970                                             |                                                  | 1.105                                            | 1.105                                            |
| 1980 | 1980                                             |                                                  | ?                                                | ?                                                |
| 1990 | 1990                                             |                                                  | ?                                                | ?                                                |
| 1999 | 1999                                             |                                                  | 948                                              | 948                                              |
| 2011 | 2011                                             |                                                  | 864                                              | 864                                              |
| 2013 | 2013                                             |                                                  | 845                                              | 845                                              |
| 2016 | 2016                                             |                                                  | 855                                              | 855                                              |
| 2020 | 2020                                             |                                                  | 790                                              | 790                                              |
| Datenquelle: Historisches Gemeindeverzeichnis für Hessen: Die Bevölkerung der Gemeinden 1834 bis 1967. Wiesbaden: Hessisches Statistisches Landesamt, 1968. Weitere Quellen: ; nach 1970: Gemeinde Dietzhölztal; Zensus 2011 |                                                  |                                                  |                                                  |                                                  |

Religionszugehörigkeit
| Quelle: Historisches Ortslexikon |                                                                                                   |
| • 1885:                          | 0450 evangelische (= 100,00 %) Einwohner                                                          |
| • 1961:                          | 0741 evangelische (= 87,28 %) und 103 katholische (= 12,13 %) Einwohner                           |
| • 1999:                          | 1002 evangelische (= 68,30 %), 196 katholische (= 11,77 %) und 270 (= 16,23 %) sonstige Einwohner |

## Kultur und Sehenswürdigkeiten

### Vereine
In Rittershausen gibt es CVJM, DRK-Jugend und -Senioren, die Freiwillige Feuerwehr, den Gesangverein 'aCHORd', den Evangelischen Posaunenchor, Schützenverein, VdK, Verschönerungsverein und den TSV. Der TSV Rittershausen wurde durch die Skiabteilung bekannt. Im Bereich des Nordischen Skisports wurden aufgrund der früher existierenden Skisprungschanze in Rittershausen in den 60er Jahren auch Hessische Meisterschaften ausgetragen. Noch heute ist Rittershausen durch seine Langlaufloipen bekannt.
Die Fußballabteilung des TSV fusionierte 1970 mit dem TV Ewersbach und bildet jetzt die SG Oberes Dietzhölztal. Die Männer spielten von 2000 bis 2004 drei Jahre als (dill-)kreishöchstes Team in der Landesliga. Nach vielen Abstiegen bis in die Kreisliga B ist die SG zur Saison 2016/17 in die Kreisliga A und 2022/23 wieder in die Kreisoberliga aufgestiegen.
Die überregional bekannteste Abteilung des TSV ist die Abteilung Radfahren. Von 1993 wurden fast zwei Jahrzehnte lang in Rittershausen regelmäßig internationale Mountainbike-Downhillrennen durch den TSV ausgetragen.

### Maimann und Pfingstbraut
„Maimann“ und „Pfingstbraut“ sind zwei noch erhaltene Brauchtümer in Rittershausen, welche jedes Jahr an Pfingsten durchgeführt werden. Verantwortlich hierfür sind jeweils die Jungen (Maimann) und Mädchen (Pfingstbraut) des 8. Schuljahrganges.

#### Der Maimann
Am Morgen des Pfingstsonntages gehen die jüngeren Kinder des Dorfes und bringen selbstgepflückte kleine Blumensträuße in das Haus, wo der Strauß des Maimannes gebunden wird. Als Dankeschön erhalten sie dafür ein Glas Himbeersaft. Diese Blumen werden dann an einem viereckigen Holzgestell, welches montags der Maimann aufgebunden bekommt, zusammen mit bunten Bändern und vielen, meist 300–400 ausgeblasenen Eiern, befestigt. In der frühen Nachmittagszeit wird der gebundene Strauß von den Jungen im Dorf herumgetragen und vorgestellt. Am späteren Nachmittag wird von allen etwa 4- bis 14-jährigen Jungen im Wald das Mailaub (Buchenlaub) geholt. Väter binden es ihren Jungen als Gebund auf den Rücken und mehr oder weniger fröhlich singend wird dies dann auch durch das Dorf getragen. Abgelegt wird es in der Scheune, wo am nächsten Tag der Maimann eingebunden wird.
Am Pfingstmontag beginnt der Tag früh. Um vier Uhr morgens, noch vor Anbruch des Tages treffen sich die ältesten Jungen mit ihren Vätern im Wald. Als erstes wird sich dort mit Speck, Wurst, Eiern und auch „abgekochtem Flüssig-Brot“ gestärkt. Mit Anbruch des Tages werden, ähnlich wie Sonntagnachmittag Laubgebinde, jetzt allerdings Birkenreisig, welches später zum Binden des Maimannes gebraucht wird, durchs Dorf getragen und ebenfalls zur Scheune gebracht.
Dort beginnt dann am frühen Vormittag das eigentliche Einbinden des Maimannes. Erfahrene Männer binden einen jungen, kräftigen Mann mit dem gesammelten Buchen- und Birkenreisig so ein, dass er dann komplett von Fuß bis Kopf in den grünen Reisern verschwunden und nicht mehr zu erkennen ist. Zum Schluss bekommt er den anfangs erwähnten bunten Strauß als Krone aufgesetzt. Dies alles geschieht bei geschlossenem Scheunentor. Wenn der Maimann fertig ist, öffnet sich das Scheunentor und der Maimann und die Jungen beginnen ihren Marsch durch das Dorf. Der Maimann wird während dieses Marsches von zwei der ältesten Jungen geführt. Im Dorf werden Eier, Mehl und Speck gesammelt. Diese werden dann zu Eier- (Pfann-)kuchen verarbeitet, welche im Anschluss an die ganze Prozession von den Kindern und Erwachsenen verspeist werden.

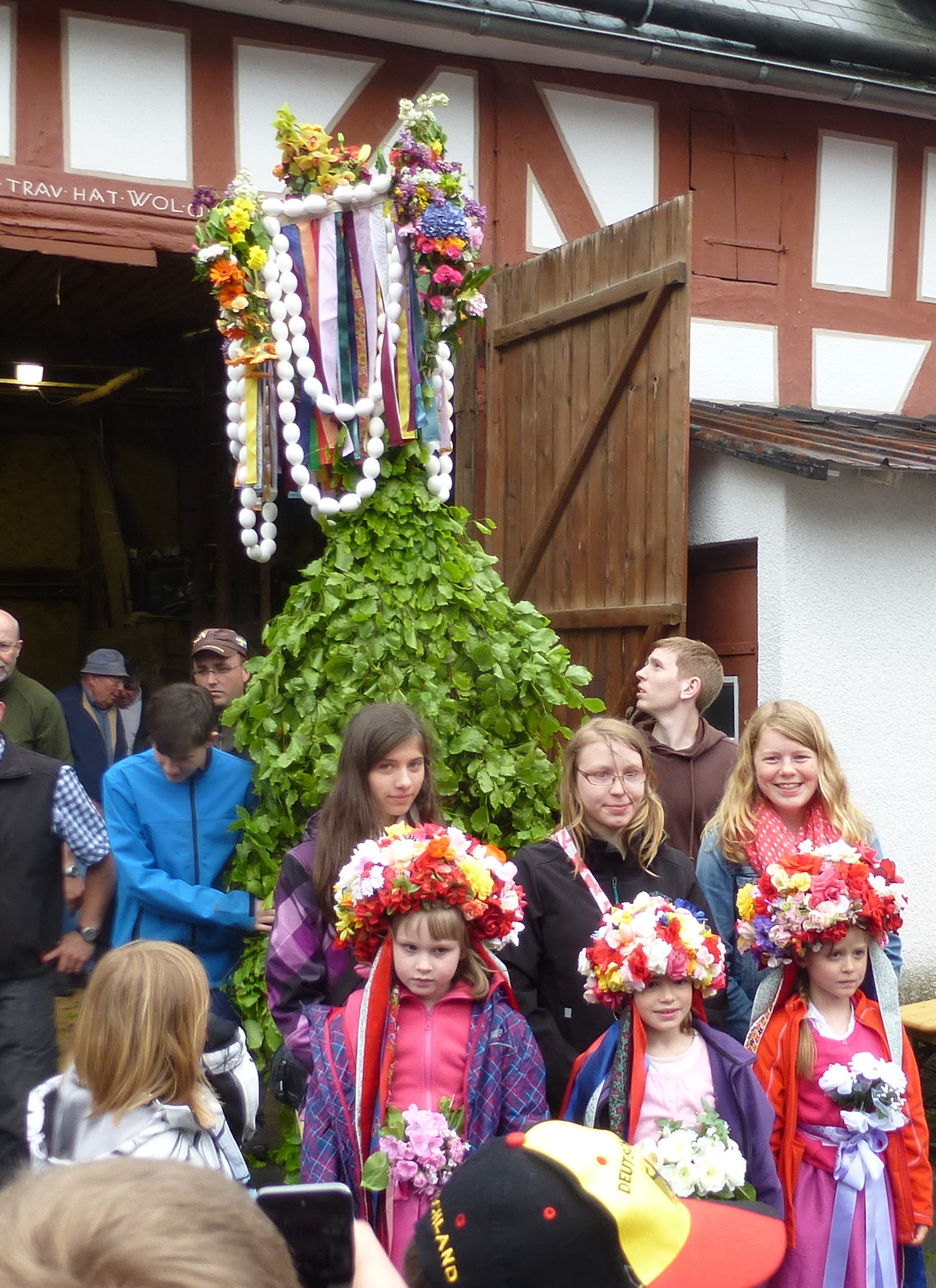
Maimann und Pfingstbraut 2013

#### Die Pfingstbraut
Die Mädchen des 8. Schuljahrganges kümmern sich am Pfingstmontag um die Pfingstbräute. Diese werden drei Mädchen des ersten Schuljahres. Sie werden morgens mit einem Haarschmuck gekrönt, der aus einem mit bunten, langen Bändern versehenen Blumenkranz verwoben ist. So schön geschmückt gehen sie, zusammen mit den Mädchen bis zum 8. Schuljahr, durchs Dorf. Sie gehen von Haus zu Haus, sagen verschiedene alte Sprüche auf und sammeln so, wie die Knaben, Eier, Speck und Mehl, so dass auch sie zusammen mit den Angehörigen ihre Eierkuchen verzehren.
Der Kopfputz und der Brustschmuck der Pfingstbraut sind die letzten überlieferten Formen des Brautschmuckes der Tracht im Raum Dietzhölztal, der heute nur noch zu Pfingsten getragen wird. Nur durch diesen alten Brauch ist die Kunst der Fertigung der Brauthaube bis ins 20. Jahrhundert überliefert worden. Die letzten Hochzeiten, die in Tracht und diesem Brautschmuck stattfanden, sind wohl in den Jahren 1845 bis 1870 zu datieren. Aufgrund fehlender historischer oder bildlicher Überlieferungen lässt sich eine letzte Hochzeit in Tracht nicht genauer datieren.
Eine der letzten Trachtenträgerinnen war Alwine Friedrich geb. Gerhardt (1877–1973). Ob ihre Hochzeit am 3. Januar 1902 noch mit traditioneller Brauthaube und Bruststecker stattfand, ist allerdings nicht bekannt.

### Bauwerke

#### Kirche
Die evangelische Kirche wurde 1769 errichtet.

#### Ringwallanlage
Eine erste Besiedlung auf heutiger Rittershäuser Gemarkung ist allerdings schon für sehr viel früher bewiesen. Um das Jahr 1912 wurden auf Initiative von Pfarrer Karl Nebe aus Bergebersbach – unter Mithilfe des finanzstarken Besitzers der Neuhütte, Gustav Jung, und unter der Leitung des Landesmuseums in Wiesbaden – Ausgrabungen einer Ringwallanlage im Bereich der Hohen Lay durchgeführt. Es wurden dort eine große Zahl an Keramikerzeugnissen, Werkzeugen und Schmuckstücken gefunden. Diese „Burg“ genannte Ringwallanlage aus keltischer Zeit beweist eine Besiedelung auf Rittershäuser Gemarkung bereits in der Latènezeit um etwa 450 bis 250 v. Chr.

#### Forsthaus Dietzhölze

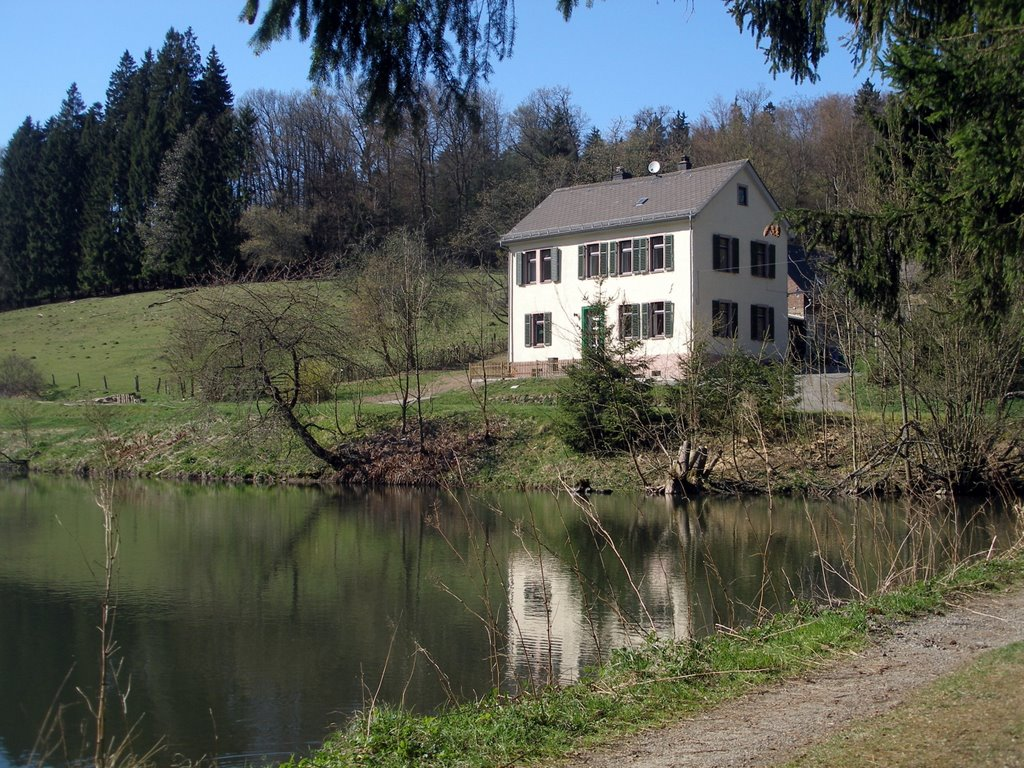
Forsthaus Dietzhölze

Wie heimatgeschichtlichen Aufzeichnungen (Dorfchronik und Schulchronik Rittershausen) zu entnehmen ist, bestand der beim Forsthaus befindliche Obere Dietzhölzweiher bereits zur Zeit des Hofgutes Wilhelmsthal. Bei einer Versteigerung am 21. April 1757 erhielten brandgeschädigte Bürger aus dem etwa 20 km entfernten Niederscheld den Zuschlag für den Erwerb der Gebäude auf Abbruch.
Bis 1840 befand sich in der Dietzhölze kein Forsthaus. Die Betreuung der herrschaftlichen Waldungen erfolgte von Förstern, die ihre Wohnungen in Rittershausen oder gar Straßebersbach hatten. Straftaten wie Wilderei, Holzdiebstahl und Ähnliches nahmen stark zu. Diese geschahen vornehmlich durch Bewohner der nahe gelegenen „preußischen Siedlungen und Gehöfte“ im direkt benachbarten Wittgensteiner Land. Förster aus Rittershausen brauchten etwa eine Stunde, um in die recht weit entfernt gelegenen Wälder zu gelangen. Daher sah sich der damalige Oberförster genötigt, einen Bauantrag für ein Forsthaus beim Herrschaftlichen Oberforstamt zu stellen. Es wurde 1842 schließlich gebaut.
Seit etwa 2006 wurde die Revierförsterei nicht mehr neu besetzt und das Forsthaus aufgegeben. Mittlerweile bietet das Forstamt Herborn als jetziger Eigentümer Privatpersonen, vorzugsweise natürlich Jagdliebhabern, dort „Ferien im Forsthaus Dietzhölze“ an.

### Haubergswirtschaft

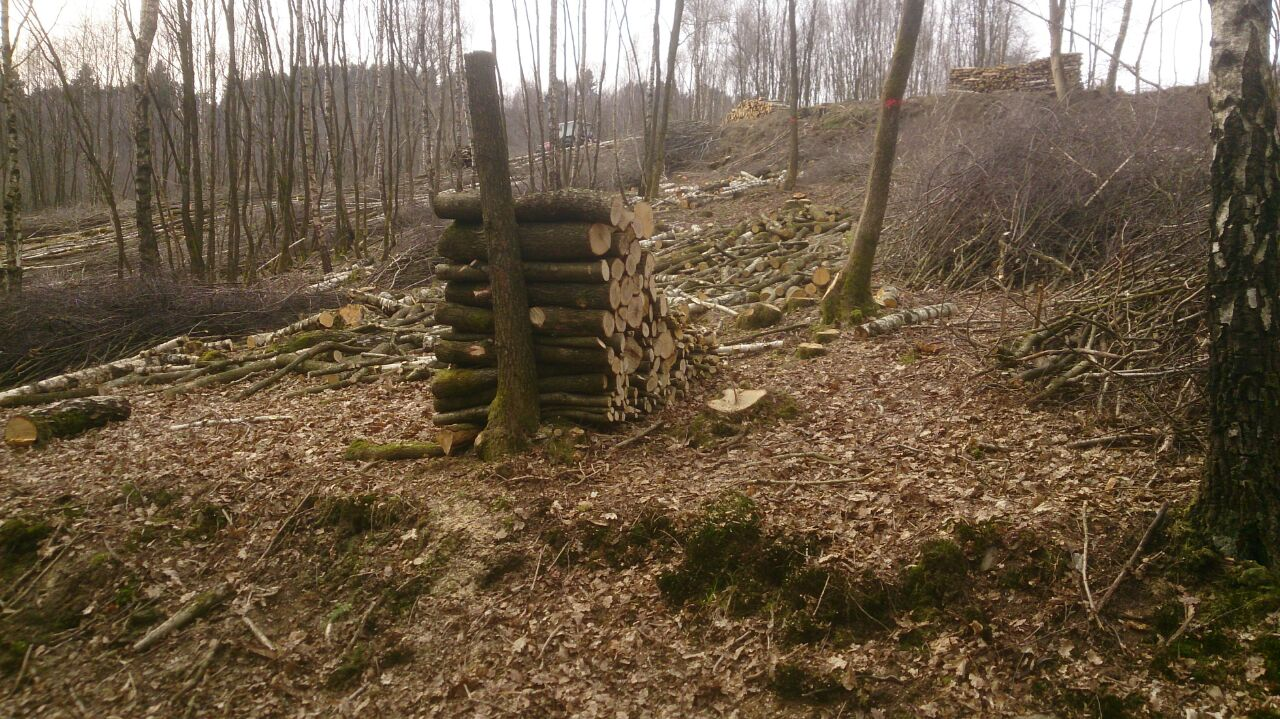
Haubergseinschlag 2015

Der große Menge an Eichen-Birken-Niederwald-Bestand lässt sich durch die flächenmäßige Größe Rittershausens erklären. Ebenso wie in den umliegenden Orten im Dietzhölztal, im Rossbach- und Dilltal und im Siegerland wird in Rittershausen noch Haubergswirtschaft betrieben. Im Gegensatz zu den Nachbarorten, wo der Kahlschlag etwa alle 18 bis 20 Jahre stattfindet, wird in Rittershausen etwa alle 30 Jahre ein festgesetzter Anteil Niederwald unter anderem zur Brennholzgewinnung abgeholzt. Ebenso wie überall im Haubergsland gibt es hier Genossenschaften. In Rittershausen gibt es allerdings eine Vielzahl davon, zum Beispiel Rittershäuser, Langenbacher, Weimarisches Kirchenlehen, Kirchberg.
Die rechtliche Grundlage der Haubergsarbeit geht auf die „Haubergordnung für den Dillkreis und den Oberwesterwaldkreis vom 4. Juni 1887“ zurück. Darin heißt es: „Hauberge im Sinne dieses Gesetzes sind die Grundstücke in den Gemarkungen Dillbrecht, Fellerdilln, Ober- und Niederroßbach, Bergebersbach, Eibelshausen, Mandeln, Offdilln, Rittershausen, Steinbrücken, Straßebersbach, Weidelbach und Korb, welche gegenwärtig zu Haubergsverbänden gehören.“

## Wirtschaft und Infrastruktur
Im Bereich der ehemaligen Unteren Mühle ist die Firma Kreck Metallwarenfabrik GmbH ansässig. Als Familienbetrieb ist sie im Bereich CNC-Lasertechnik vorwiegend als Zulieferbetrieb für andere, meist heimische Betriebe tätig.
Bis zu Beginn der 1960er Jahre gab es am Ortsausgang Rittershausens eine Weberei. In diesem Gebäude gründete Rudolf Loh aus Haiger mit sieben Mitarbeitern 1961 die Firma Rittal. Der Firmenname nimmt Bezug auf den Gründungsort Rittershausen und dessen geographische Lage im Dietzhölztal. Heute ist das Rittal-Werk ein Teil der weltweit tätigen Friedhelm Loh Group. In Rittershausen werden unter anderem Schaltschränke hergestellt, zeitweise hatte die Firma Rittal allein in Rittershausen mehr als 1.000 Mitarbeiter.